# Vobarno
Vobarno is een gemeente in de Italiaanse provincie Brescia (regio Lombardije) en telt 7690 inwoners (31-12-2004). De oppervlakte bedraagt 53,2 km², de bevolkingsdichtheid is 142,40 inwoners per km².
De volgende frazioni maken deel uit van de gemeente: Degagna, Eno, Carvanno, Teglie, Moglia, Carpeneda, Collio e Pompegnino.

## Demografie
Vobarno telt ongeveer 3263 huishoudens. Het aantal inwoners steeg in de periode 1991-2001 met ..% volgens cijfers uit de tienjaarlijkse volkstellingen van ISTAT.
| Jaar | Inwoneraantal |
| ---- | ------------- |
| 1991 | 7479          |
| 2001 | 7477          |

## Geografie
De gemeente ligt op ongeveer 245 m boven zeeniveau.
Vobarno grenst aan de volgende gemeenten: Capovalle, Gardone Riviera, Gargnano, Provaglio Val Sabbia, Roè Volciano, Sabbio Chiese, Salò, Toscolano-Maderno, Treviso Bresciano, Villanuova sul Clisi.